# Cranves-Sales
Cranves-Sales este o comună în departamentul Haute-Savoie din sud-estul Franței. În 2009 avea o populație de 5.310 de locuitori.

## Evoluția populației
| An        | 1975  | 1982  | 1990  | 1999  | 2006  | 2009  |
| --------- | ----- | ----- | ----- | ----- | ----- | ----- |
| Populație | 2.001 | 2.753 | 3.931 | 4.358 | 4.973 | 5.310 |